# Pčoliné
Pčoliné (allemand : Pzalin) est un village de Slovaquie situé dans la région de Prešov.

## Histoire
Première mention écrite du village en 1557.

## Démographie

### Évolution de la population
| Année:               | 1994. | 2004.    | 2014.   | 2024.   |
| -------------------- | ----- | -------- | ------- | ------- |
| Nombre de personnes: | 656   | 589      | 577     | 542     |
| Différence:          |       | -10,21 % | -2,03 % | -6,06 % |

| Année:               | 2023. | 2024.   |
| -------------------- | ----- | ------- |
| Nombre de personnes: | 540   | 542     |
| Différence:          |       | +0,37 % |